# Juin 2011

## Évènements
- 1er juin :
  - éclipse solaire partielle ;
  - élection de Joseph Blatter à la présidence de la FIFA ;
  - le Bayern Munich recrute le gardien allemand Manuel Neuer en provenance de Schalke. Le montant du transfert est proche de 25 millions d'euros.

- 2 juin : Andris Bērziņš remporte le 2e tour des présidentielles lettonnes et devient donc le 8e président du pays.

- 3 juin :
  - sortie au cinéma de X-Men : Le Commencement ;
  - ouverture au public de trois attractions à Hong Kong Disneyland ;
  - à Eugene, le Kényan Moses Mosop bat les records du monde du 25 000 et 30 000 mètres en 1 h 12 min 25 s 4 et 1 h 26 min 47 s. Mo Farah bat quant à lui le record d'Europe du 10 000 mètres en 26 min 46 s 57.

- 5 juin:
  - second tour de l'élection présidentielle au Pérou opposant Keiko Fujimori (Fuerza 2011) à Ollanta Humala (Alianza Gana Perú)[1] ;
  - élections législatives macédoniennes de 2011 ;
  - le Parti social-démocrate de Pedro Passos Coelho remporte le scrutin des élections législatives portugaises, qui obtient la majorité relative en voix et en sièges.

- 6 au 11 juin : 35e festival international du film d'animation d'Annecy.

- 6 juin :
  - Jean Fernandez est nommé entraîneur de l'AS Nancy-Lorraine. Il prend la succession de Pablo Correa, en poste depuis 9 ans ;
  - Francis Gillot quitte Sochaux pour devenir le nouvel entraîneur des Girondins de Bordeaux.

- 7 juin :
  - début de l'Electronic Entertainment Expo 2011 à Los Angeles jusqu'aù 9 juin ;
  - à Montreuil, le Français Christophe Lemaitre bat le record de France du 100 mètres en 9 s 96 derrière Yohan Blake. Ces performances font devenir 2011 l'année où le plus de coureurs ont couru en dessous des 10 secondes sur 100 m.

- 8 juin :
  - journée mondiale de l'océan ;
  - Luis Enrique, manager de l'équipe réserve du FC Barcelone, devient le nouvel entraîneur de l'AS Roma ;
  - Laurent Fournier prend le poste d'entraîneur de l'AJ Auxerre.

- 9 juin : Vincent Labrune est nommé président de l'Olympique de Marseille par le conseil de surveillance du club, à la suite de l'éviction de Jean-Claude Dassier.

- 10 juin : Mehmed Baždarević est nommé entraîneur du FC Sochaux.

- 11 juin :
  - début des 24 heures du Mans 2011 ;
  - le SLUC Nancy remporte son second titre de champion de France en battant Cholet Basket sur le score de 76 à 74. John Linehan, qui remporte son second titre consécutif après sa victoire avec Cholet lors de la saison précédente, inscrit le panier décisif et est nommé MVP de la rencontre.

- 12 juin :
  - élections législatives turques de 2011 ;
  - l'international Kevin Gameiro rejoint le PSG pour 4 ans. Le montant du transfert est de 11 millions d'euros ;
  - fin des 24 heures du Mans 2011. Le constructeur allemand Audi Team Joest remporte la course grâce à ses pilotes Marcel Fässler, André Lotterer et Benoît Tréluyer ;
  - les Mavericks de Dallas remportent le championnat NBA 2010-2011 en battant le Miami Heat en finale par 4 victoires à 2. Dirk Nowitzki est désigné MVP des Finales.

- 13 juin :
  - adoption du référendum abrogatif pour quatre textes en Italie, qui sont donc abrogés partiellement ou totalement ;
  - au Liban, deuxième gouvernement dirigé par Najib Mikati.

- 14 juin :
  - journée mondiale du don du sang ;
  - le Suisse André Borschberg relie Bruxelles à Paris en 16h à bord du Solar Impulse, projet d'avion solaire.

- 15 juin :
  - éclipse lunaire totale ;
  - sortie au cinéma du dernier film des studios Dreamworks, Kung Fu Panda 2.

- 17 juin :
  - sortie de The Legend of Zelda: Ocarina of Time 3D en Europe ;
  - Alex McLeish remplace Gérard Houllier au poste d'entraîneur de l'Aston Villa Football Club.

- 20 juin :
  - le site Club Penguin est temporairement fermé en raison d'un non-renouvellement par Disney du nom de domaine ;
  - Claude Puel est limogé de son poste d'entraîneur de l'Olympique lyonnais. C'est Rémi Garde qui le remplace pour la prochaine saison.

- 21 juin : solstice d'été.

- 22 juin : le club brésilien du Santos FC remporte la Copa Libertadores en battant la formation uruguayenne de Peñarol (match aller : 0-0, match retour : 2-1).

- 24 juin :
  - Gian Piero Gasperini devient le nouvel entraîneur de l'Inter Milan. Il remplace Leonardo, annoncé comme directeur sportif du PSG ;
  - sortie du 4e album de Beyoncé, 4.

- 25 juin :
  - inauguration de la première ligne du tramway d'Angers ;
  - l'Espagne remporte le Championnat d'Europe de football espoirs en battant la Suisse (2-0). Il s'agit du troisième titre pour les Espagnols dans cette compétition.

- 26 juin :
  - début de la coupe du monde de football féminin en Allemagne ;
  - le Mexique remporte la Gold Cup en battant les États-Unis (4-2). Les Mexicains gardent leur titre.

- 27 juin :
  - l'astéroïde 2011 MD passe à 12 000 km de la Terre ;
  - le Real Madrid recrute le défenseur français Raphaël Varane en provenance du RC Lens. Le transfert du joueur de 18 ans s'élève à 10 millions d'euros.

- 29 juin : sortie au cinéma du dernier film de la trilogie Transformers.